# Tylawka
Tylawka (ukr. Тилявка) – wieś na Ukrainie w rejonie krzemienieckim należącym do obwodu tarnopolskiego.